# Оккупация территории Югославии Венгрией
Оккупация территории Югославии Венгрией — венгерский захват с последующим присоединением к Венгрии части территории Королевства Югославия, а именно: Бачки, Бараньи, Меджимурья и Прекмурья. Состоялся во время Второй мировой войны, продолжался с 1941 по 1944.

## Предпосылки
После завершения Первой мировой войны на Парижской мирной конференции государства Антанты учитывая распад Австро-Венгрии подписали с Венгрией Трианонский договор, который, среди прочего, определял границу между Венгрией и новообразованным Королевством Сербов, Хорватов и Словенцев (переименованным на Королевство Югославия в 1929 году). Договор разделил ранее управляемые Венгрией области Банат, Бачка и Баранья между Венгрией, КСХС и Румынией и передал Меджимурский край и около двух третей области Прекмурье от Венгрии к КСХС. В районах, которые вошли в КСХС, осталось значительное количество венгров и фольксдойчев. В промежутке с 1918 по 1924 года в Венгрию с территорий, переданных в Югославию, было депортировано 44 903 венгров (в том числе 8 511 государственных служащих), в то самое время югославское правительство переселило в Бачку и Баранью около 10 000 югославских военных поселенцев, так называемых «салоникских добровольцев» (сербохорв. Solunski dobrovoljci), преимущественно сербов. В межвоенный период Венгрия ратовала за пересмотр установленных Трианонским договором границ, а отношения между двумя странами оставались сложными. 22 августа 1938 года Чехословакия, Румыния и Югославия согласились на пересмотр Трианона, что позволило Венгрии перевооружиться.

## История
Все эти территории находились до 1920 года под венгерским правлением и были переданы Югославии в рамках послевоенного Трианонского договора. Сейчас они входят в состав нескольких государств: югославская Бачка теперь является частью Воеводины, которая в свою очередь является автономным краем независимой Сербии, югославские Баранья и Меджимурье входят в состав современной Хорватии, а югославское Прекмурье принадлежит нынешней Словении.
Оккупация началась 11 апреля 1941 года, когда 80-тысячная венгерская армия перешла югославскую границу в поддержку вторжения в Югославию государств Оси во главе с Германией, которое началось пятью днями ранее. В Воеводине сербские нерегулярные формирования четников совершили некоторое сопротивление венгерским войскам, но во время этого уже была сломана оборона Югославской королевской армии. Венгерским войскам косвенно способствовали местные фольксдойчи — немецкое меньшинство в Югославии, которое создало ополчение и разоружило около 90 000 югославских военнослужащих. Несмотря на исключительно спорадическое сопротивление венгерские войска в ходе этих начальных военных действий убили много мирных жителей, в том числе некоторых «фольксдойче». Правительство новообразованного марионеточного государства Оси Независимого государства Хорватия вскоре согласилось с венгерской аннексией Меджимурья, что обеспокоило хорватское население этой области.
Оккупационная власть сразу же поделила население Бачки и Бараньи на тех, которые жили в этих краях, когда они в последний раз были под венгерским правлением в 1920 году, и на преимущественно сербских поселенцев, которые прибыли сюда, когда эти районы стали частью Югославии. Учёный-эксперт в области международного права, профессор Рафаэль Лемкин, который ввёл в употребление слово «геноцид» для обозначения «уничтожения нации или этнической группы», описывал политику, которую проводила венгерская власть на оккупированных территориях, как «геноцидарную». Лемкин утверждал, что «геноцидарная» политика — это такая, которая направлена на уничтожение политического, социального, культурного, религиозного и экономического существования и языка людей, которые живут на оккупированных территориях. Венгерские оккупанты начали сгонять тысячи местных сербов в концлагеря и выселяли их в Независимое государство Хорватия, оккупированную Италией Черногорию и оккупированную немцами Сербию. В конце концов, десятки тысяч сербов были депортированы с оккупированных территорий. Вслед за этим началось осуществление политики мадьяризации политической, общественной и экономической жизни на оккупированных территориях, которая включала переселение венгров и секеев с других частей Венгрии. Мадьяризация не коснулась фольксдойчей, которые под венгерским правлением получили особый статус, а в Прекмурье венгерские власти была более снисходительны к этническим словенцам.
Мелкий вооружённый отпор венгерским оккупантам начался во второй половине 1941 года в ответ на жестокие меры, включающие и массовые казни, изгнания и интернирования. Беспорядки в основном были сосредоточены в этнически-сербской местности южной Бачки — районе Шайкашка, где венгерские войска отомстили за свои потери. В августе 1941 года управление «Отвоёванными южными территориями» (венг. Délvidék) взяла на себя гражданская администрация, и в декабре они были официально присоединены к Венгрии. В январе 1942 года венгерские военные провели рейды, во время которых уничтожили более 3 300 лиц, по большей части сербов и евреев.
В марте 1944 года, когда Венгрия поняла, что она на стороне тех, кто проиграет войну, она принялась вести переговоры с союзниками, Германия в ходе операции «Маргарет» взяла на себя власть в Венгрии, в том числе и на её присоединённых территориях. Евреев, оставшихся на оккупированных территориях, собрали и отвезли в концентрационные лагеря, что привело к гибели 85 процентов евреев на оккупированных землях. Перед своим отходом из Балкан в условиях наступления советских войск немцы эвакуировали из Бачки и Бараньи в Австрию от 60 до 70 тыс. фольксдойче. Когда Красная армия оттеснила немцев из Бачки и Бараньи в конце 1944 года, над этими областями был восстановлен югославский контроль. Меджимурье и Прекмурье остались оккупированными до последних недель войны.

## Демография
Последняя перед оккупацией югославская перепись была проведена в 1931 году. Эта перепись как первичный критерий использовала язык и скорее подсчитывала всех носителей сербохорватского языка как одну группу, нежели выделяла в отдельные группы сербов, хорватов, боснийских мусульман, македонцев и черногорцев. Для определения во время переписи 1931 году приблизительной численности сербов и хорватов учёные использовали сопоставление данных о религиозной принадлежности с лингвистическими данными путём зачисления в хорваты тех, кто исповедует римско-католическую веру.
По данным переписи 1931 года на территории Бачки и Бараньи вместе проживало 837 742 человека. Среди них было от 275 014 до 283 114 венгров и от 185 458 до 194 908 «фольксдойче». Таким образом, венгры составляли около трети населения этих территорий, а «фольксдойче» насчитывалось чуть меньше четверти. По словам историка доктора Кристиана Унгваря, перепись 1931 года показала, что население Бачки и Бараньи включало 150 301 сербов и 3 099 хорватов. Это соответствует около 18 процентам сербского населения. Эти цифры значительно отличаются от предоставленной профессором Йозо Томашевичем численности объединённого сербо-хорватского населения, которое составляло 305 917 лиц, а это соответствовало 36,5 процентам населения. Числовые данные переписи 1931 года для Меджимурья и Прекмурья свидетельствуют, что всё население было 193 640 лиц, с которых 101 467 (52,2 процента) составляли хорваты, 75 064 (38,7 процента) были словенцами и 15 308 (8 процентов) были венграми.

## Деление
Перед войной как Бачка, так и Баранья были частями Дунайской бановины Югославии. Меджимурье входило в Хорватскую бановину, а Прекмурье было в составе Дравской бановины. После вторжения венгерские власти разделили оккупированные территории между округами (комитатами), к которым относили эти земли согласно административному делению, существовавшему до 1920 года, когда эти края принадлежали Королевству Венгрия. Такими комитатами были Бач-Бодрог, Баранья, Зала и Ваш. Чиновников на этих территориях не столько выбирали, сколько назначали. Комитаты дальше делились на районы, а власть вернула многим районам, городам и посёлкам названия, которые использовались до 1920 года, а в некоторых случаях — названия, которые не имели никакого исторического прецедента. Некоторые примеры такого переименования по каждому уезда приведены ниже:
| Название, которое использовала венгерская власть | Соответствующее югославское название |
| ------------------------------------------------ | ------------------------------------ |
| Одшаг                                            | Оджаци                               |
| Мадьярканижа                                     | Старая Канижа                        |
| Обече                                            | Старый Бечей                         |
| Паланка                                          | Бачка-Паланка                        |
| Тополя                                           | Бачка-Топола                         |
| Уйвидек                                          | Нови-Сад                             |
| Зента                                            | Сента                                |
| Зомбор                                           | Сомбор                               |
| Жабья                                            | Жабаль                               |

| Название, которое использовала венгерская власть | Соответствующее югославское название |
| ------------------------------------------------ | ------------------------------------ |
| Бараньявар                                       | Бранин Врх                           |

| Название, которое использовала венгерская власть | Соответствующее югославское название |
| ------------------------------------------------ | ------------------------------------ |
| Мурасомбат                                       | Мурска-Собота                        |

| Название, которое использовала венгерская власть | Соответствующее югославское название |
| ------------------------------------------------ | ------------------------------------ |
| Алшолендва                                       | Лендава                              |
| Чакторня                                         | Чаковец                              |
| Перлак                                           | Прелог                               |